# Тракади-Шайла
Тракади-Шайла (англ. и фр. Tracadie-Sheila) — город в графстве Глостер провинции Нью-Брансуик (Канада). Исходно город Тракади и деревня Шайла были отдельными населёнными пунктами, но в 1991 году их муниципалитеты приняли решение об объединении, и 1 января 1992 года был образован новый муниципалитет.
Слово «Тракади» является словом микмакского языка. Деревня Шайла изначально называлась Фергюсонс-Пойнт (англ. Ferguson's Point), но в конце XIX века местный мельник подал в почтовую службу прошение о переименовании деревни в честь его дочери, и оно было удовлетворено.